# Fan the Flame Tour
Fan the Flame Tour o The Fan the Flame Tour es la quinta gira de la banda británica Dead or Alive que se estrenó en el año 1990 por parte de su sexto álbum Fan the Flame (Part 1) comenzando en el mes de enero en Estados Unidos y terminando en Japón en noviembre. La banda nunca presentó su gira en Londres. Esta sería la última gira de la banda que tocarían con género New Wave, Pop y Synthpop para pasarse a la música Eurodance y Techno de los años 90. En la gira presentan la canción "Sleep With You" como anuncio para su próximo álbum en 1995 con Nukleopatra. Finalmente, Pete Burns, durante la gira, decidió presentar las canciones de su álbum acústico "Love Pete", álbum que se grabaría de forma pirata ese mismo año y titulado "Fan the Flame (Part 2): The Acoustic Sessions".

## Banda
- Pete Burns (cantante)
- Steve Coy (baterista)
- Peter Oxendale (tecladista)

## Temas interpretados
1. Come Home (With Me Baby)
2. Give It Back That Love is Mine
3. I Don't Wanna Be Your Boyfriend
4. Baby Don't Say Goodbye
5. Brand New Lover
6. You Spin Me Round (Like a Record)
7. Something in My House
8. Lover Come Back to Me
9. My Heart Goes Bang (Get Me to the Doctor)
10. Fan the Flame
11. Total Stranger
12. Unhappy Birthday
13. I Don't Care About Your Heart
14. Gone 2 Long
15. What Have U Done (2 Make Me Change)
16. Love on the Line (Tell You a Secret)
17. Lucky Day
18. Turn Around and Count 2 Ten
19. Blue Christmas
20. Your Sweetness (Is Your Weakness)

- Datos: Q50063506